# Hélène Vérin
Pour les articles homonymes, voir Vérin (homonymie).
Hélène Vérin est une historienne et philosophe des techniques française.
Chargée de recherches au CNRS au Centre Alexandre Koyré, elle a publié des ouvrages essentiels sur l'entreprise et l'ingénieur.
Elle a contribué avec Jacques Guillerme à la publication de la revue Amphion. Etudes d'Histoire des techniques, et dans ce cadre, elle a participé à la découverte en France de la pensée d'Herbert A. Simon.
Elle est à l'origine du renouvellement historiographique qui s'opère actuellement autour de la formation des savoirs pratiques avec la « réduction en art ». Ce paradigme, qui a marqué l'époque moderne, constitue la première manifestation de la volonté de rationalisation de l'action, au nom de son efficacité.

## Biographie

### Jeunesse et formation
Hélène Vérin est née en Algérie et y a vécu toute sa jeunesse, notamment dans le contexte, marquant, de la guerre d'Algérie. Elle passe par l'école normale d'Oran, puis dirige une école pour filles dans la même région pendant deux ans de 1963 à 1965. Le raidissement du pouvoir consécutif au coup d'État de Boumédiène la décide à rejoindre la France, où elle débute des études de philosophie à la Sorbonne. Elle retrouve un poste d'institutrice en banlieue parisienne en 1972, tout en travaillant sa thèse de philosophie sur les constantes et les transformations de la représentation de l'entreprise à l'époque moderne, thèse soutenue en 1980 et publiée aux PUF en 1982 sous le titre Entrepreneurs, entreprise. Histoire d'une idée.

### Carrière académique
Son travail de thèse intéressant davantage les milieux de le recherche en économie qu'en philosophie, Hélène Vérin est admise au CNRS en 1984 dans un laboratoire d’économie, avec le soutien de Jean-Louis Le Moigne. De fait, l'approche résolument transdisciplinaire de ses travaux comme de ses collaborations est une constante tout au long de sa carrière académique, que ce soit au CNRS ou dans les années 1990-2000 au sein de l'Association pour le développement de la socio-économie fondée par Romain Laufer. Au milieu des années 1980, elle participe également à la fondation de la revue Amphion : Études d'histoire des techniques dirigée par Jacques Guillerme, avec qui elle collabore longuement.

## Principales thématiques de recherche
Le point commun qui peut être établi entre les différents axes de recherche d'Hélène Vérin - entreprise, ingénieur, réduction en art - réside dans la volonté de saisir l'articulation entre pensée et action, en explorant pour chacun d’eux,
« sous un angle différent, la "pensée de l’action", son émergence, ou plus exactement la
manière dont elle s’est objectivée et structurée à l’époque moderne », soit - et ce n'est sans doute pas anodin - dans un temps d'essor de la science et du capitalisme marchand.

### Les origines de l'entreprise et de l'entrepreneur
Dans la seconde moitié des années 1970, Hélène Vérin s'engage via sa thèse dans une réflexion sur le sens et l'origine du concept d'entreprise. Elle constate alors, en confrontant le sens politique du terme, notamment chez Machiavel, et son acception émergente dans le vocabulaire  économique des XVIe-XVIIIe que le point commun réside dans l'engagement dans une action individuelle à la fois risquée et bousculant l'ordre établi, « capacité contradictoire à déséquilibrer son environnement puis à lui redonner l'équilibre en lui imposant de nouvelles normes ». L'« entreprise politique » de Machiavel consiste en subversion de l'État et de l'ordre des choses dont il est le garant. De la même manière, dans l'économie de l'époque moderne, les « entrepreneurs "entreprennent sur" les corporations, dont ils sortent pour la plupart, en remettant en cause leurs frontières de juridiction ». Lorsqu'au XVIIIe Richard Cantillon, dans son Essai sur la nature du commerce en général, valorise - voire invente - la figure de l'entrepreneur, c'est celle d'un homme qui n'hésite pas à saisir l'occasion de s'engager dans un action incertaine en utilisant son capital économique et social (en termes de réputation) pour transgresser l'ordre établi et en tirer profit : Hélène Vérin y voit, tout comme chez Antoine de Montchrestien un siècle auparavant, le témoignage que l'entrepreneur constitue dès lors une figure par excellence du sujet moderne, « individué par sa capacité à "faire élection" à l'incertain ».

## Publications
- Entrepreneurs, entreprises. Histoire d’une idée, PUF, Paris 1982, et Paris, Classiques Garnier, 2011. Compte-rendu par Guillaume Arnould, site Lectures, 10 janvier 2012 .
- La gloire des ingénieurs. L'intelligence technique du XVIe au XVIIIe siècle, Albin Michel, Paris, 1993
- Jacob Annie et Hélène Vérin (dir.), L'inscription sociale du marché, L'Harmattan, coll. Logiques Sociales, Paris, 1995
- Pascal Dubourg-Glatigny et Hélène Vérin (dir.), Réduire en art, la technologie de la Renaissance aux Lumières, Éditions de la Maison des sciences de l'homme, Paris, 2008